# Château de Yuzuki
Le château de Yuzuki (湯築城, Yuzuki-jō) est un ancien château japonais situé près de Dōgo Onsen à Matsuyama, préfecture d'Ehime. À partir de Yuzuki, le clan Kōno clan dirigeait la province d'Iyo depuis le XIVe siècle. Fortifié au XVIe siècle, le château fut détruit par l'armée de Toyotomi Hideyoshi en 1585 durant la période Sengoku. Ses ruines, dégagées en 1988, font à présent partie du parc Dōgo. Un « complexe » samouraï a été reconstitué et l'endroit est populaire pour ses hanami,,. L'ensemble a été inscrit aux sites historiques japonais,,.